# Micromidia rodericki
Micromidia rodericki – gatunek ważki z rodziny Synthemistidae. Znany tylko z okazów typowych z Wyspy Thursday położonej w Cieśninie Torresa pomiędzy australijskim półwyspem Jork a Nową Gwineą; być może występuje też na innych wyspach w Cieśninie Torresa, w północnej części półwyspu Jork i w południowej Nowej Gwinei.